# Lutherkerk (Bochum)
De Lutherkerk (Duits: Lutherkirche) is een monumentaal luthers kerkgebouw in Bochum in Noordrijn-Westfalen.

## Geschiedenis en architectuur

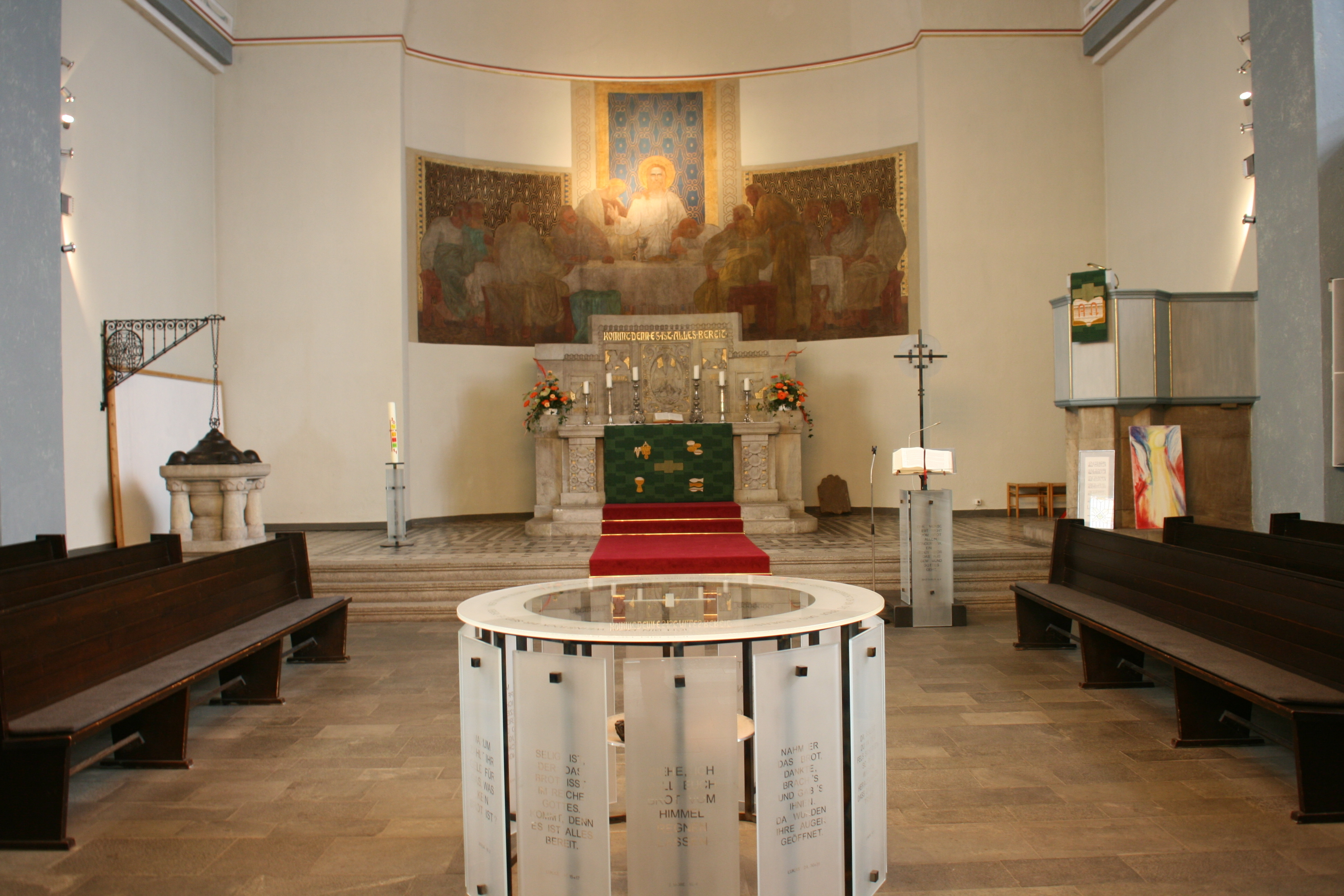
Interieur

De compacte, kruisvormige centraalbouw betreft een van grof bewerkte kalkstenen blokken opgetrokken gebouw aan de rand van het Stadtparkviertel met een noordwestelijk geplaatste toren. De kerk werd in de jaren 1911-1912 onder bouwleiding van Arno Eugen Fritsche met een vlakke apsis en kapelachtige aanbouwingen gebouwd. Via een bogengang wordt de pastorie met de kerk verbonden.
In de Tweede Wereldoorlog werden de daken en gewelven van de kerk verwoest en tot 1948 hersteld. De zes vensters van de apsis werden dichtgemetseld.
Het kerkgebouw krijgt aan de straatzijde door de gesloten de muurvlakken en de veelvormige aanbouwingen van de ingangen en aanbouwingen extra accenten. De gevel wordt verder versierd met lisenen en vlakke friezen en aan de top een kruis.
Het interieur wordt overdekt door een graatgewelf; in de galerijen van de kruisarmen door een tongewelf.

## Inrichting
Het doopvont en het kalkstenen altaar met een centraal reliëf van een pelikaan en de woorden Kommt denn, es ist alles bereit werden door Fritsche ontworpen.
Daarboven bevindt zich het grote fresco van het Avondmaal, dat door Heinrich Rüther werd gereconstrueerd.

## Orgel
In 1953 bouwde de orgelbouwer Bernhard Koch (Wuppertal-Barmen) het orgel. Het kegelladen-instrument bezit 20 registers verdeeld over twee manualen en pedaal. De tracturen zijn pneumatisch.